# Radnice ve Freisingu
Radnice v bavorském městě Freising v Německu, postavená mezi léty 1904 a 1905 pod vedením architekta Günthera Blumentritta, nahradila budovu radnice staré. Nachází se na západní straně Mariánského náměstí (Marienplatz), na sever od ní stojí kostel svatého Jiří a na jihovýchod komplex bývalého knížecího-biskupského lycea.

## Historie
První zmínka o radnici pochází z roku 1468. V přízemí bývalé radnice se nacházely obchody a také městská sýpka. Radniční sály byly využívány zejména k zasedání městské rady, avšak mohly také hostit jiné veřejné události. Přechodně byly do budovy přesunuty školní třídy. V radnici měl také svůj velín a sklad potřebného materiálu hasičský sbor.
Kontrola z roku 1723 poukázala na velmi špatné zabezpečení radniční budovy před požáry. Toto zjištění vedlo k prvním požadavkům na stavbu radnice nové. Starosta Stephan Bierner, který byl v úřadu od roku 1899, přišel s memorandem navrhujícím tři varianty řešení zjištěného problému. Buďto mohla být radnice vystavěna zcela nově, nebo mohla být přestěhována do dvou jiných městských budov.
Dne 23. února 1903 rozhodla městská rada o stavbě nové radnice. V nové budově se již neměla nacházet sýpka. Architektonickou soutěž vyhrál mnichovský stavitel Günther Blumentritt, který navrhl novou radnici v historizujícím stylu novorenesance, aby zapadla do konceptu náměstí. V únoru 1904 byla stržena budova staré radnice a rok poté se již radní nastěhovali do novostavby. Zasedací sál a kancelář starosty byly dokončeny až roku 1907, jelikož jejich nábytek byl prezentován na výstavě v Norimberku.

## Stavba
Jedná se o třípodlažní rohovou budovu na západní straně Mariánského náměstí. Východní průčelí domu, které je namířeno na náměstí, se vyznačuje dominantním arkýřem. Trojúhelníkový štít zdobí malba Panny Marie s Ježíškem a Svatý Korbinián, mezi nimiž jsou umístěny ciferníkové hodiny. Hlavní vchod je situován na jižní straně budovy v ulici Obere Hauptstraße. Na vrcholu vstupního portálu je k vidění městský znak. Dále západněji se nachází sluneční hodiny, které byly namalovány roku 1907 Ottou Lohrem.

## Galerie

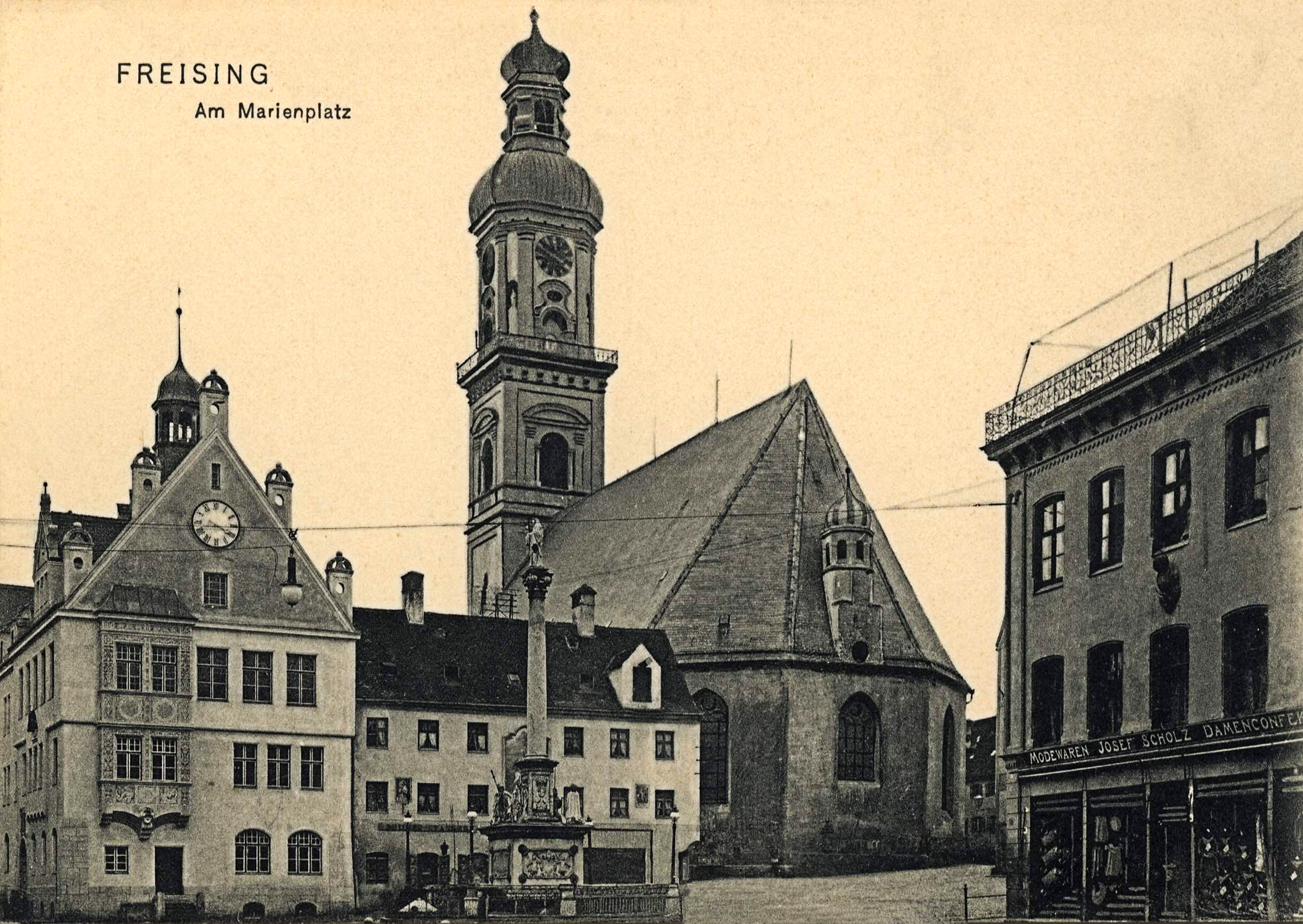
Pohled z roku 1900
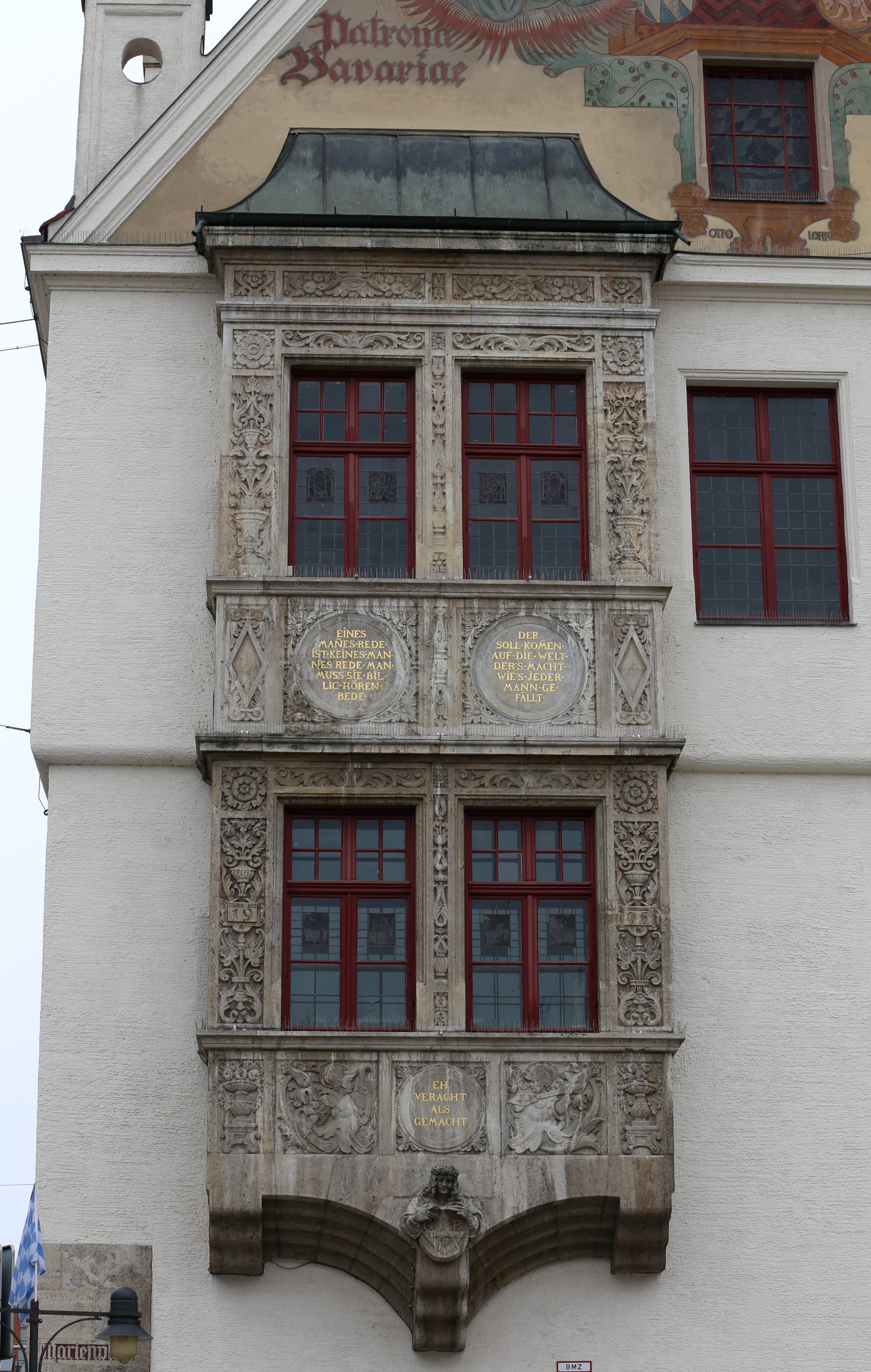
Arkýř
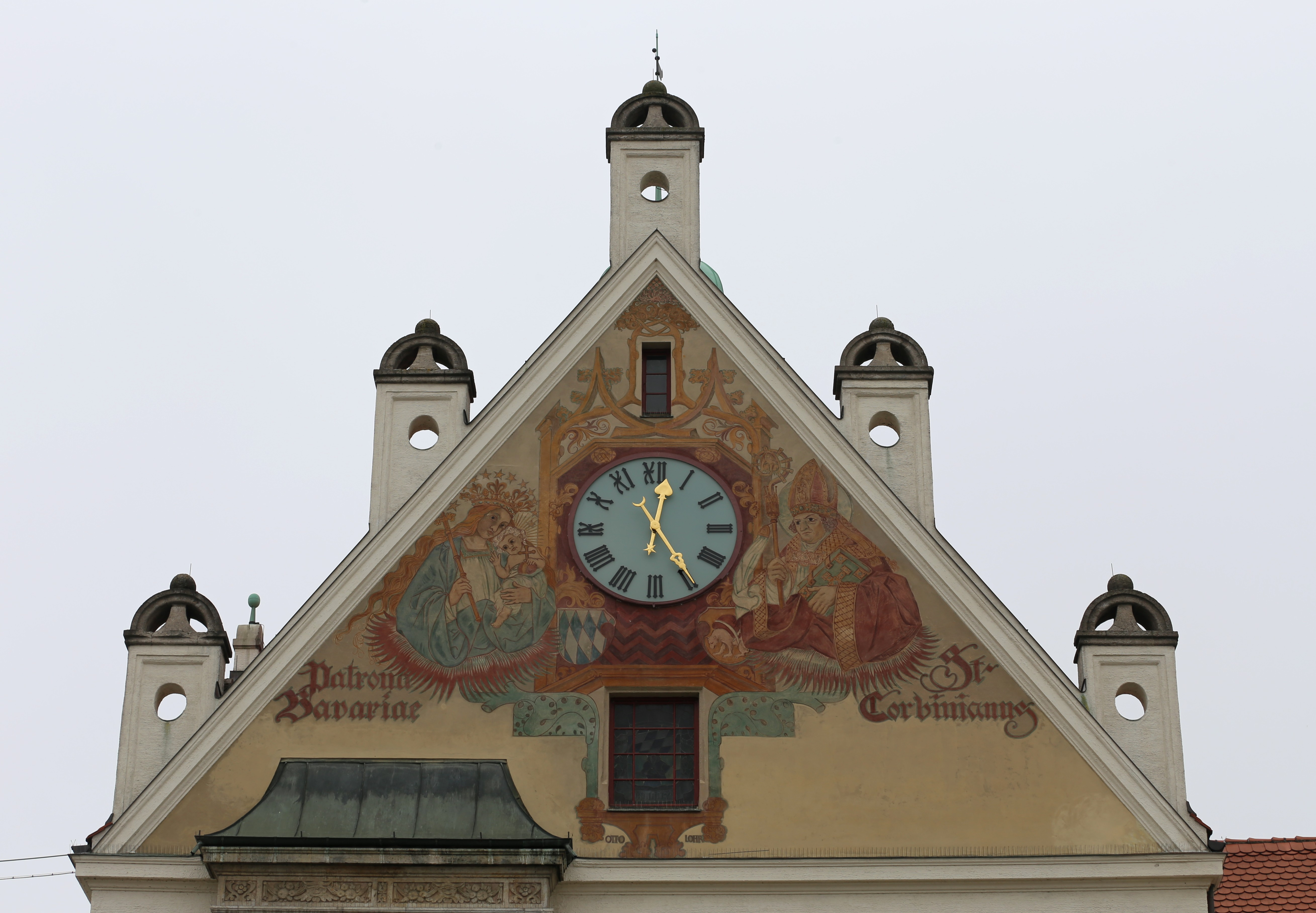
Východní štít
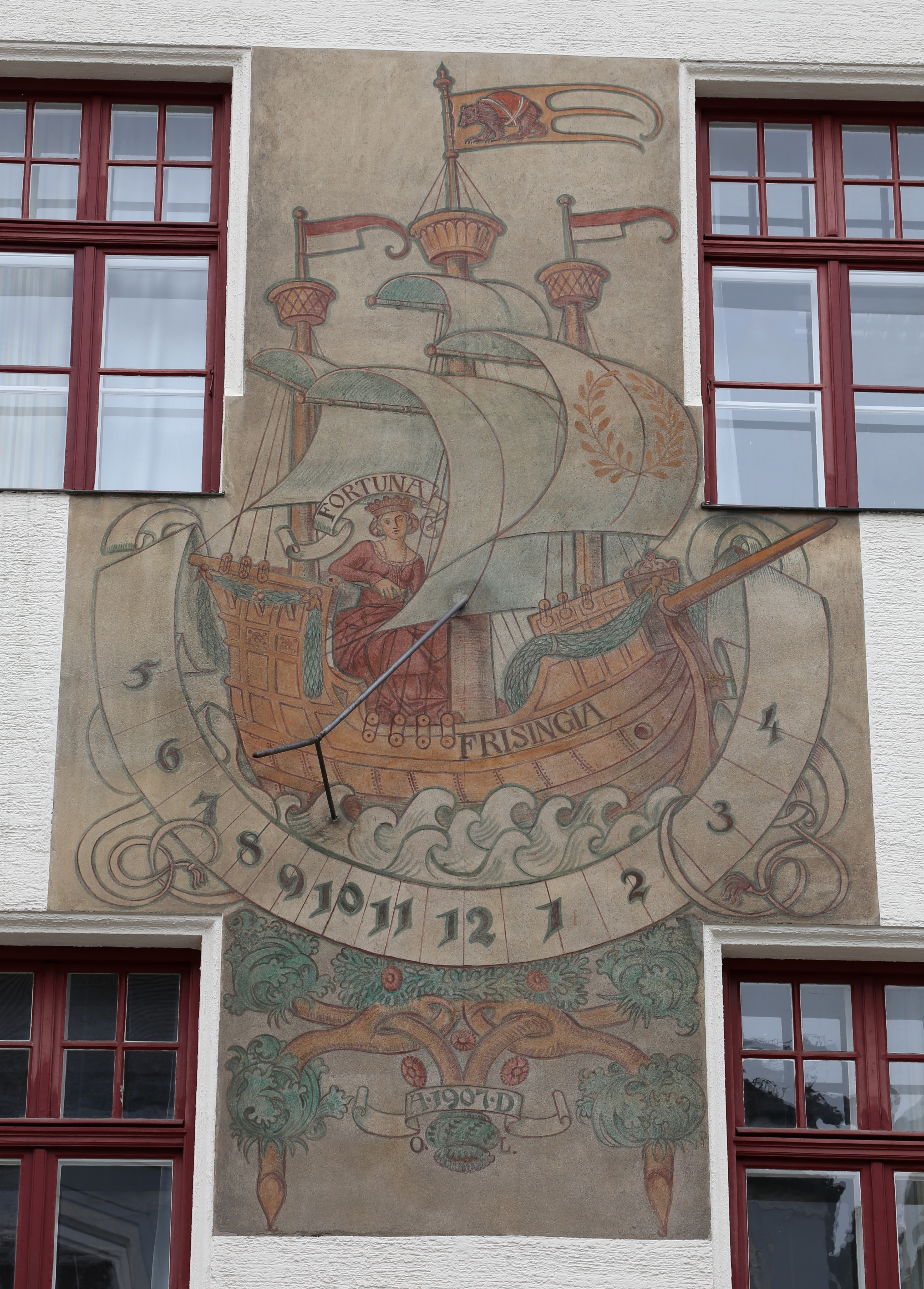
Sluneční hodiny
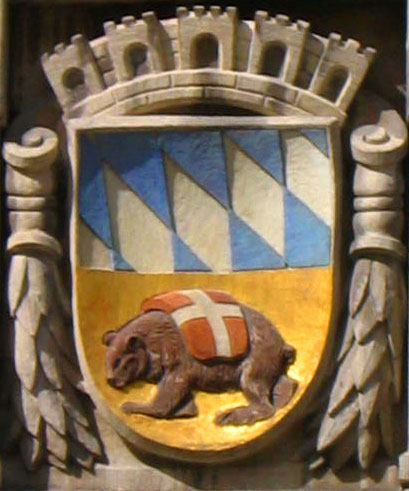
Městský znak zdobící vstupní portál
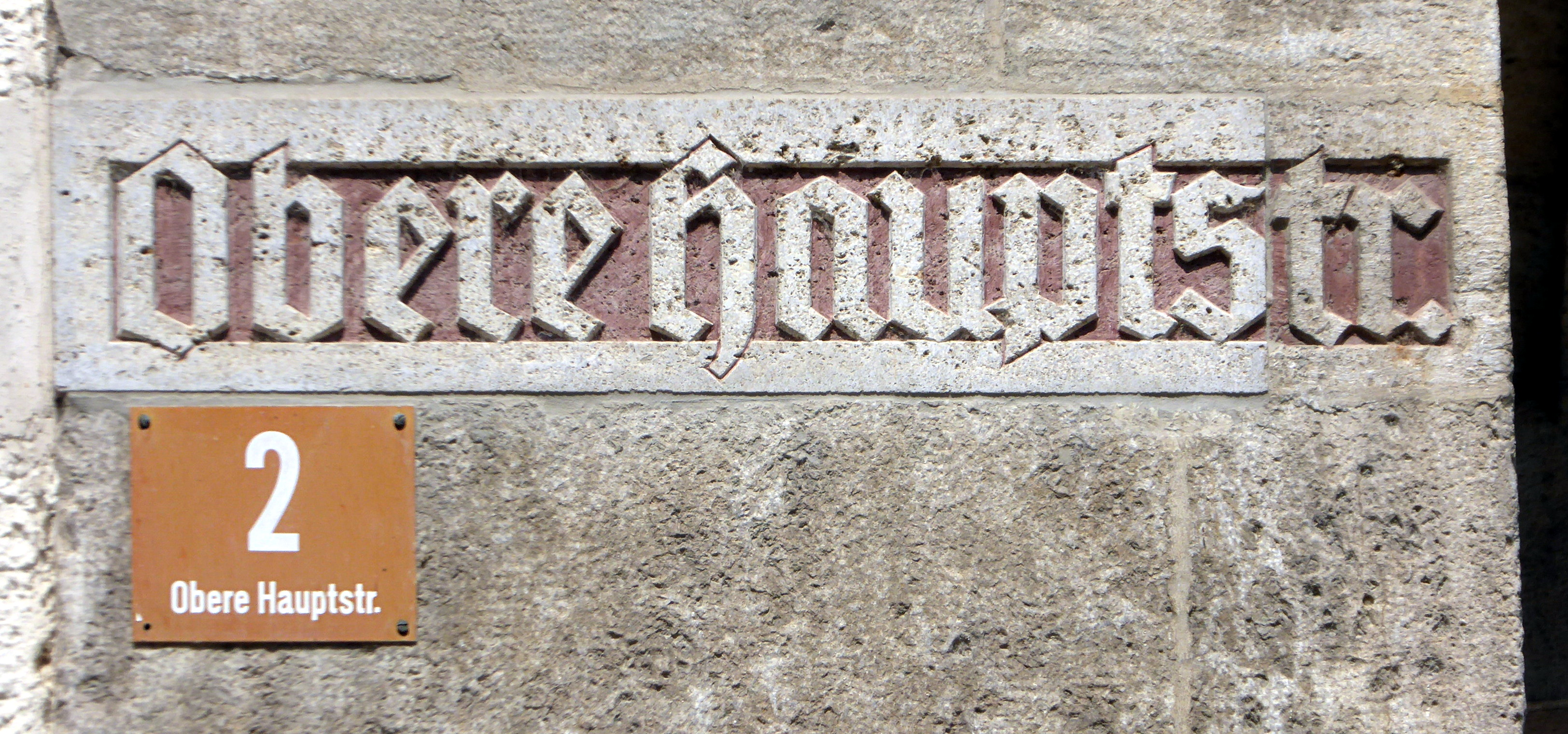
Původní značení ulice Obere Hauptstraße na radnici